# Yours Truly, Angry Mob
Yours Truly, Angry Mob is het tweede album van de Britse band Kaiser Chiefs.

## Geschiedenis
Het album, dat is geproduceerd door Stephen Street bij Hook End Manor in Berkshire, is opgenomen in een sessie van zes weken in september en oktober 2006.
Het is gemixt door Cenzo Townshend en Stephen Street bij Olympic Studio in Barnes, Londen.
In Nederland en België kwam het album uit op 23 februari 2007. In de rest van de wereld verscheen het op 26 februari 2007, en in Noord-Amerika op 27 maart 2007. Het album kwam begin maart nieuw binnen op nummer 1 in de Nederlandse Album Top 100.

## Nummers
Alle muziek en teksten zijn geschreven door Ricky Wilson, Andrew White, Simon Rix, Nick Baines en Nick Hodgson. 
| 1.                 | Ruby                                       | 3:25 |
| 2.                 | The Angry Mob                              | 4:48 |
| 3.                 | Heat Dies Down                             | 3:57 |
| 4.                 | Highroyds                                  | 3:19 |
| 5.                 | Love's Not a Competition (But I'm Winning) | 3:17 |
| 6.                 | Thank You Very Much                        | 2:37 |
| 7.                 | I Can Do It Without You                    | 3:24 |
| 8.                 | My Kind of Guy                             | 4:06 |
| 9.                 | Everything Is Average Nowadays             | 2:44 |
| 10.                | Boxing Champ                               | 1:31 |
| 11.                | Learnt My Lesson Well                      | 3:54 |
| 12.                | Try Your Best                              | 3:42 |
| 13.                | Retirement                                 | 3:53 |
| Totale duur: 44:44 |                                            |      |

## Bezetting
- Ricky Wilson - leadzang, percussie
- Nick Hodgson - drums, achtergrondzang
- Andrew White - gitaar
- Simon Rix - basgitaar
- Nick Baines - keyboard

## Hitlijsten

### Album Top 100
| "Yours Truly, Angry Mob" in de Nederlandse Album Top 100 - binnen: 03-03-2007 | "Yours Truly, Angry Mob" in de Nederlandse Album Top 100 - binnen: 03-03-2007 | "Yours Truly, Angry Mob" in de Nederlandse Album Top 100 - binnen: 03-03-2007 | "Yours Truly, Angry Mob" in de Nederlandse Album Top 100 - binnen: 03-03-2007 | "Yours Truly, Angry Mob" in de Nederlandse Album Top 100 - binnen: 03-03-2007 | "Yours Truly, Angry Mob" in de Nederlandse Album Top 100 - binnen: 03-03-2007 | "Yours Truly, Angry Mob" in de Nederlandse Album Top 100 - binnen: 03-03-2007 | "Yours Truly, Angry Mob" in de Nederlandse Album Top 100 - binnen: 03-03-2007 | "Yours Truly, Angry Mob" in de Nederlandse Album Top 100 - binnen: 03-03-2007 | "Yours Truly, Angry Mob" in de Nederlandse Album Top 100 - binnen: 03-03-2007 | "Yours Truly, Angry Mob" in de Nederlandse Album Top 100 - binnen: 03-03-2007 | "Yours Truly, Angry Mob" in de Nederlandse Album Top 100 - binnen: 03-03-2007 | "Yours Truly, Angry Mob" in de Nederlandse Album Top 100 - binnen: 03-03-2007 | "Yours Truly, Angry Mob" in de Nederlandse Album Top 100 - binnen: 03-03-2007 | "Yours Truly, Angry Mob" in de Nederlandse Album Top 100 - binnen: 03-03-2007 | "Yours Truly, Angry Mob" in de Nederlandse Album Top 100 - binnen: 03-03-2007 | "Yours Truly, Angry Mob" in de Nederlandse Album Top 100 - binnen: 03-03-2007 | "Yours Truly, Angry Mob" in de Nederlandse Album Top 100 - binnen: 03-03-2007 | "Yours Truly, Angry Mob" in de Nederlandse Album Top 100 - binnen: 03-03-2007 | "Yours Truly, Angry Mob" in de Nederlandse Album Top 100 - binnen: 03-03-2007 | "Yours Truly, Angry Mob" in de Nederlandse Album Top 100 - binnen: 03-03-2007 |
| Week                                                                          | 1                                                                             | 2                                                                             | 3                                                                             | 4                                                                             | 5                                                                             | 6                                                                             | 7                                                                             | 8                                                                             | 9                                                                             | 10                                                                            | 11                                                                            | 12                                                                            | 13                                                                            | 14                                                                            | 15                                                                            | 16                                                                            | 17                                                                            | 18                                                                            | 19                                                                            | 20                                                                            |
| ----------------------------------------------------------------------------- | ----------------------------------------------------------------------------- | ----------------------------------------------------------------------------- | ----------------------------------------------------------------------------- | ----------------------------------------------------------------------------- | ----------------------------------------------------------------------------- | ----------------------------------------------------------------------------- | ----------------------------------------------------------------------------- | ----------------------------------------------------------------------------- | ----------------------------------------------------------------------------- | ----------------------------------------------------------------------------- | ----------------------------------------------------------------------------- | ----------------------------------------------------------------------------- | ----------------------------------------------------------------------------- | ----------------------------------------------------------------------------- | ----------------------------------------------------------------------------- | ----------------------------------------------------------------------------- | ----------------------------------------------------------------------------- | ----------------------------------------------------------------------------- | ----------------------------------------------------------------------------- | ----------------------------------------------------------------------------- |
| Nummer                                                                        | 1                                                                             | 4                                                                             | 6                                                                             | 11                                                                            | 17                                                                            | 20                                                                            | 21                                                                            | 32                                                                            | 33                                                                            | 33                                                                            | 34                                                                            | 42                                                                            | 49                                                                            | 41                                                                            | 57                                                                            | 70                                                                            | 69                                                                            | 78                                                                            | 95                                                                            | 97                                                                            |
| Week                                                                          | 21                                                                            | 22                                                                            | 23                                                                            | 24                                                                            | 25                                                                            | 26                                                                            | 27                                                                            | 28                                                                            | 29                                                                            | 30                                                                            | 31                                                                            | 32                                                                            | 33                                                                            | 34                                                                            | 35                                                                            | 36                                                                            | 37                                                                            | 38                                                                            | 39                                                                            | 40                                                                            |
| Nummer                                                                        | 95                                                                            | 100                                                                           | 41                                                                            | 44                                                                            | 69                                                                            | 57                                                                            | 41                                                                            | 36                                                                            | 47                                                                            | 49                                                                            | 59                                                                            | 56                                                                            | 72                                                                            | 50                                                                            | 49                                                                            | 58                                                                            | 70                                                                            | 56                                                                            | 55                                                                            | 73                                                                            |

### Singles
Singles met hitnoteringen in de Nederlandse Top 40
|    | Titel  | Verschijning    | Binnenkomst      | Hoogste positie | Aantal weken |
| -- | ------ | --------------- | ---------------- | --------------- | ------------ |
| 1. | "Ruby" | 5 februari 2007 | 17 februari 2007 | 7               | 17           |